# Municipio de Tenejapa
El Municipio de Tenejapa es uno de los 124 municipios que conforman el estado mexicano de Chiapas, su cabecera es el pueblo de Tenejapa.

## Toponimia
Tenejapa, en castellano significa "río calcáreo".

## Historia
1922 - El 23 de noviembre Tenejapa adquiere la categoría de municipio.
1983 - Para efectos del sistema de planeación, se ubica en la Región II Altos.

## Demografía
De acuerdo a los resultados del Censo de Población y Vivienda de 2020 realizado por el Instituto Nacional de Estadística y Geografía, la población total de Tenejapa es de 48 162 habitantes, de los cuales 23 308 son hombres y 24 854 son mujeres.

### Localidades
En el censo de 2020 el municipio de Tenejapa contaba con 66 localidades.
| Código INEGI      | Localidad         | Población (2020) |
| ----------------- | ----------------- | ---------------- |
| 070930027         | Tzajalchén        | 2 962            |
| 070930028         | Tz'Aquiviljok     | 2 891            |
| 070930001         | Tenejapa          | 2 611            |
| 070930012         | Kotolté           | 2 372            |
| 070930030         | Yashanal          | 2 125            |
| 070930015         | Matzam            | 1 835            |
| 070930025         | Sibaniljá Pocolum | 1 656            |
| 070930029         | Winiktón          | 1 605            |
| 070930006         | Chacoma           | 1 566            |
| 070930018         | Ococh             | 1 548            |
| 070930023         | Shishintonil      | 1 535            |
| 070930026         | Tres Cerros       | 1 350            |
| 070930010         | Jomanichim        | 1 347            |
| 070930081         | Dos Pozos         | 1 296            |
| 070930031         | Yetzucum          | 1 202            |
| 070930013         | Kulaktik          | 1 060            |
| Otras localidades | Otras localidades | 19 201           |
| Total municipal   | Total municipal   | 48 162           |